# Haggart River
Haggart River är ett vattendrag i Kanada.   Det ligger i provinsen Ontario, i den sydöstra delen av landet, 1 600 km väster om huvudstaden Ottawa. Haggart River ligger vid sjön Carroll Lake.
I omgivningarna runt Haggart River växer i huvudsak blandskog. Trakten runt Haggart River är nära nog obefolkad, med mindre än två invånare per kvadratkilometer.